# ألبرت هنري مونسل
هنري ألبرت مونسل (6 يناير 1858 - 28 يونيو 1918) رسام أمريكي، ومدرّس للفن، ومخترع نظام الألوان مونسل. ولد في بوسطن، ماساشوستس، وعمل كعضو في هيئة التدريس في كلية ماساتشوستس للفنون، وتوفي في بروكلين، ماساشوستس.
عرف برسمه للمشاهد البحرية والصور الشخصية.
اشتهر مونسل باخترعه نظام الألوان مونسل، ومحاولات مبكرة لإيجاد نظام دقيق لوصف الألوان عدديا. وكتب ثلاثة كتب عن ذلك: ترميز اللون A Color Notation (1905)، أطلس نظام الألوان مونسل Atlas of the Munsell Color System (1915)، وكتاب نشر بعد وفاته، A Grammar of Color: Arrangements of Strathmore Papers in a Variety of Printed Color Combinations According to The Munsell Color System (1921). نال ترتيب نظام الألوان مونسل قبولا دوليا واستخدم كأساس لكثير من أنظمة الألوان الأخرى، بما فيها الفضاء اللوني إل آ بيه. وفي عام 1917، أسس شركة مونسل للون.
ابن مونسل،A.E.O. Munsell تابع تعميم نظام الألوان مونسل بعد وفاته.

## وصلات خارجية
- ألبرت هنري مونسل على موقع الموسوعة البريطانية (الإنجليزية)

- كان ألبرت مونسل أحد خريجي وأعضاء Massachusetts College of Art and Design كلية ماساتشوستس للفنون.
- مخبر علم اللون لمونسل في معهد روشستر للتقنية.
- ترجمة قصيرة للسيد مونسل.
- منتجات مونسل في موقع شركة إكس ريت المالك الحالي لشركة لون مونسل

## براءات الاختراع
- U.S. Patent 417,831. Artist's Easel. December 1889.
- U.S. Patent 640,792. Color-Sphere and Mount. January 1900.
- U.S. Patent 686,827. Photometer. 19 November 1901.
- U.S. Patent 717,596. Spinning-Top. 6 January 1903.
- U.S. Patent 824,374. Color Chart or Scale. June 1906.